# Base JAPAN TOUR
base JAPAN TOUR（ベース・ジャパン・ツアー）は、baseよしもとに出演する吉本興業所属のお笑い芸人が、歌唱を披露するライブツアー。

## 概要
2001年8月17日から9月2日にかけてbaseみかん組とbaseレモン組に分かれて全国5ヶ所で開催された。
主に歌唱される楽曲は、モーニング娘。や浜崎あゆみ、SMAP、ゆずなどの音楽家による既存のもの。また、WEST SIDEは、自らの楽曲を披露した。

## 出演者

### baseみかん
- FUJIWARA
- シャンプーハット
- 陣内智則
- ハリガネロック
- サバンナ
- ルート33
- $10
- 次長課長
- ランディーズ
- ケンドーコバヤシ
- たむらけんじ
- フットボールアワー
- チュートリアル
- ロザン
- キングコング

### baseレモン
- FUJIWARA
- シャンプーハット
- 陣内智則
- バッファロー吾郎
- ハリガネロック
- サバンナ
- ルート33
- ランディーズ
- 野性爆弾
- ロザン
- ビッキーズ
- ブラックマヨネーズ
- 土肥ポン太
- ザ・プラン9

## ツアー日程
- 8月17日 東京　赤坂BLITZ(2回公演)

出演組/baseみかん
- 8月18日 名古屋市　テレピアホール(2回公演)

出演組/baseみかん
- 8月24日 岡山市　岡山市立市民文化ホール

出演組/baseレモン
- 8月25日 福岡市　メルパルク福岡(2回公演)

出演組/baseレモン
- 9月1日、2日 大阪市　大阪城野外音楽堂

出演組/baseみかん＋baseレモン　オールスターメンバー

## 関連作品

### CD
- SUMMER SMILE （作詞: 水野透・川島邦裕、作曲: 水野透）